# 1596
| [ Edytuj tabelę ]              | |
| Król Polski                    | - 1587 Zygmunt III Waza 1632 |
| Współksiążęta Andory           | - 1588 Andreu Capella 1609 - 1572 Henryk IV Burbon 1610                                                                                  |
| Król Anglii                    | - 1558 Elżbieta I 1603 |
| Elektor Brandenburgii          | - 1571 Jan Jerzy 1598 |
| Książę Bawarii                 | - 1579 Wilhelm V 1597 |
| Sułtan Brunei                  | - 1575 Saiful Rijal 1600 |
| Cesarz Chin                    | - 1572 Wanli 1620 |
| Król Czech                     | - 1576 Rudolf II Habsburg 1611 |
| Król Danii                     | - 1588 Chrystian IV 1648 |
| Dalajlama                      | - 1589 Jonten Gjaco 1616 |
| Cesarz Etiopii                 | - 1563 Sertse Dyngyl 1597 |
| Król Francji                   | - 1589 Henryk IV 1610 |
| Król Hiszpanii                 | - 1556 Filip II 1598 |
| Landgraf Hesji-Kassel          | - 1592 Maurycy Uczony 1627 |
| Stadhouder Holandii            | - 1584 Maurycy Orański 1625 |
| Szach Iranu                    | - 1587 Abbas I Wielki 1629 |
| Państwo Wielkich Mogołów       | - 1556 Akbar 1605 |
| Cesarz Japonii                 | - 1586 Go-Yōzei 1611 |
| Kalif                          | - 1595 Mehmed III 1603 |
| Patriarcha Konstantynopola     | - 1595 Mateusz II 1596 - 1596 Gabriel I 1596                                                                                             |
| Władca Korei                   | - 1567 Sŏnjo 1608 |
| Książę Kurlandii i Semigalii   | - 1587 Fryderyk Kettler 1642 - 1587 Wilhelm Kettler 1616                                                                                 |
| Sułtan Maroka                  | - 1578 Ahmad al-Mansur 1603 |
| Senior Monako                  | - 1589 Herkules 1604 |
| Król Nawarry                   | - 1572 Henryk III 1610 |
| Król Norwegii                  | - 1588 Chrystian IV 1648 |
| Sułtan Omanu                   | - 1560 Abd Allah ibn Muhammad 1624 |
| Elektor Palatynatu             | - 1583 Fryderyk IV 1610 |
| Papież                         | - 1592 Klemens VIII 1605 |
| Książę Parmy i Piacenzy        | - 1592 Ranuccio I 1622 |
| Król Portugalii                | - 1581 Filip I 1598 |
| Książę w Prusach               | - 1568 Albrecht Fryderyk 1618 - 1578 Jerzy Fryderyk (regent) 1603                                                                        |
| Car Rosji                      | - 1584 Fiodor I 1598 |
| Cesarz Rzymski (niemiecki)     | - 1576 Rudolf II Habsburg 1612 |
| Kapitanowie Regenci San Marino | - 1595 Pier Marino Cionini Lattanzio Valli 1596 - 1596 Orazio Belluzzi Matteo Ceccoli 1596 - 1596 Camillo Bonelli Annibale Belluzzi 1597 |
| Elektor Saksonii               | - 1591 Krystian II Wettyn 1611 |
| Król Szkocji                   | - 1567 Jakub VI 1625 |
| Król Szwecji                   | - 1592 Zygmunt Waza 1598 |
| Król Tajlandii                 | - 1590 Naresuan 1605 |
| Sułtan Turków                  | - 1595 Mehmed III 1603 |
| Doża Wenecji                   | - 1595 Marino Grimani 1606 |
| Król Węgier                    | - 1576 Rudolf II 1608 |

Rok 1596 / MDXCVI
stulecia: XV wiek ~
XVI wiek ~
XVII wiek

lata: 1586 «
1591 «
1592 «
1593 «
1594 «
1595 «
1596
» 1597
» 1598
» 1599
» 1600
» 1601
» 1606

## Wydarzenia w Polsce
- 26 marca–13 maja – w Warszawie obradował sejm zwyczajny[1].
- Marzec – Zygmunt III Waza opuścił zamek na Wawelu i udał się wraz z żoną i dworem do Warszawy. Podróż odbyto, płynąc trzema statkami po Wiśle. Wydarzenie to przyjęto w wielu publikacjach za akt przeniesienia stolicy państwa z Krakowa do Warszawy, ale Kraków do końca istnienia Rzeczypospolitej był stolicą, a Warszawa miastem rezydencjonalnym.
- 22 czerwca – otwarto Bibliotekę Rady Miasta Gdańska (obecnie Biblioteka Gdańska PAN).
- 12 listopada – w Krakowie odbył się pogrzeb królowej Polski Anny Jagiellonki.

- Zawarcie (listopad 1595), ogłoszenie i zatwierdzenie (już w 1596) Unii brzeskiej.
- Przebudowa Zamku Królewskiego w Warszawie.
- Powstała Biblioteka Rady Miasta Gdańska. Zaczątkiem była darowizna Jana Bonifacio.
- Mistrz Mateusz Kossior ukończył dla królewskiego Kłecka tryptyk, jedno z najważniejszych dzieł w swojej karierze artystycznej.
- Wojska magnackie osaczyły Semena Nalewajkę wraz z kozackimi powstańcami pod Sołonicą.
- Kupcy gdańscy wysłali pierwszy statek do Brazylii.

## Wydarzenia na świecie
- 9 kwietnia – wojska hiszpańskie zajęły Calais.
- 10 czerwca – została odkryta Wyspa Niedźwiedzia na Morzu Barentsa.
- 17 czerwca – Willem Barents odkrył Spitsbergen.
- 3 sierpnia – niemiecki astronom David Fabricius dostrzegł, iż Mira Ceti jest gwiazdą zmienną.
- 17 sierpnia – Christian IV został koronowany na króla Danii i Norwegii.
- 26 października – III wojna austriacko-turecka: zwycięstwo Turków w bitwie pod Mezőkeresztes.
- 25 listopada – wybuchło powstanie chłopskie w Finlandii.

- W Amsterdamie powstały pierwsze nowoczesne więzienia.

## Urodzili się
- 2 lutego – Jacob van Campen, holenderski malarz i architekt (zm. 1657)
- 31 marca – Kartezjusz, francuski matematyk i filozof (zm. 1650)
- 14 czerwca – Ludwik Exarch, hiszpański dominikanin, misjonarz, męczennik, błogosławiony katolicki (zm. 1627)
- 29 czerwca – Go-Mizunoo, cesarz Japonii (zm. 1680)
- 22 lipca (12 lipca ss) – Michał I Fiodorowicz, car Rosji (zm. 1645)
- 18 sierpnia – Jean Bolland, hagiograf katolicki, jezuita (zm. 1665)
- 19 sierpnia – Elżbieta Stuart, księżniczka szkocka, elektorka Palatynatu Reńskiego, królowa Czech (zm. 1662)
- wrzesień – Katarzyna, córka Zygmunta III Wazy i Anny Habsburżanki (zm. 1597)
- 14 listopada – Jan de Castillo, hiszpański jezuita, misjonarz, męczennik, święty katolicki (zm. 1628)

## Zmarli
- 28 stycznia – sir Francis Drake, angielski żeglarz, korsarz w oficjalnej służbie korony angielskiej (ur. ok. 1540)
- 27 marca – Fryderyk IV legnicki, książę legnicki z dynastii Piastów (ur. 1552)
- 9 września – Anna Jagiellonka, król Polski, żona Stefana Batorego (ur. 1523)

## Święta ruchome
- Tłusty czwartek: 22 lutego
- Ostatki: 27 lutego
- Popielec: 28 lutego
- Niedziela Palmowa: 7 kwietnia
- Wielki Czwartek: 11 kwietnia
- Wielki Piątek: 12 kwietnia
- Wielka Sobota: 13 kwietnia
- Wielkanoc: 14 kwietnia
- Poniedziałek Wielkanocny: 15 kwietnia
- Wniebowstąpienie Pańskie: 23 maja
- Zesłanie Ducha Świętego: 2 czerwca
- Boże Ciało: 13 czerwca